# Corporate Crush
"Corporate Crush" é o décimo nono episódio da primeira temporada da série de televisão de comédia de situação norte-americana 30 Rock. Teve o seu enredo escrito por John Riggi, um dos co-produtores executivos da temporada, e foi realizado por Don Scardino. A sua transmissão original nos Estados Unidos ocorreu na noite de 12 de Abril de 2007 através da rede de televisão National Broadcasting Company (NBC). Dentre as estrelas convidadas estão inclusas Rip Torn, Maulik Pancholy, Jason Sudeikis, Emily Mortimer, Kevin Brown, Grizz Chapman, John Lutz, e Akira Yamaguchi.
No episódio, Liz Lemon (interpretado por Tina Fey), que se encontra agora em um relacionamento amoroso feliz recém-iniciado com  Floyd DeBarber (Sudeikis), fica zangada quando o seu amigo Jack Donaghy (Alec Baldwin) fica íntimo demais de Floyd. Jack, por sua vez, agora despromovido do seu trabalho na secção dos microondas da General Electric (GE), inicia um relacionamento romântico com a britânica Phoebe (Mortimer). Entretanto, Tracy Jordan (Tracy Morgan) apresenta a proposta do filme Jefferson a Don Geiss (Torn), director executivo da GE.
Em geral, "Corporate Crush" foi recebido com opiniões positivas pelos membros da crítica especialista em televisão do horário nobre. De acordo com os dados publicados pelo sistema de mediação de audiências Nielsen Ratings, o episódio foi assistido por uma média de 5,10 milhões de telespectadores norte-americanos, e foi-lhe atribuída a classificação de 2,6 e sete de share no perfil demográfico dos telespectadores entre os 18 aos 49 anos de idade.

## Repercussão

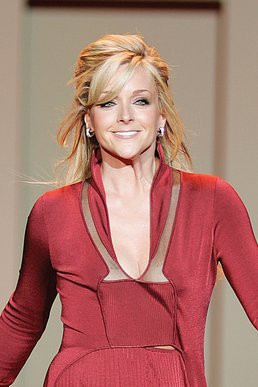
Segundo uma crítica de televisão, a ausência de Jane Krakowski do episódio passou despercebida.

## Produção

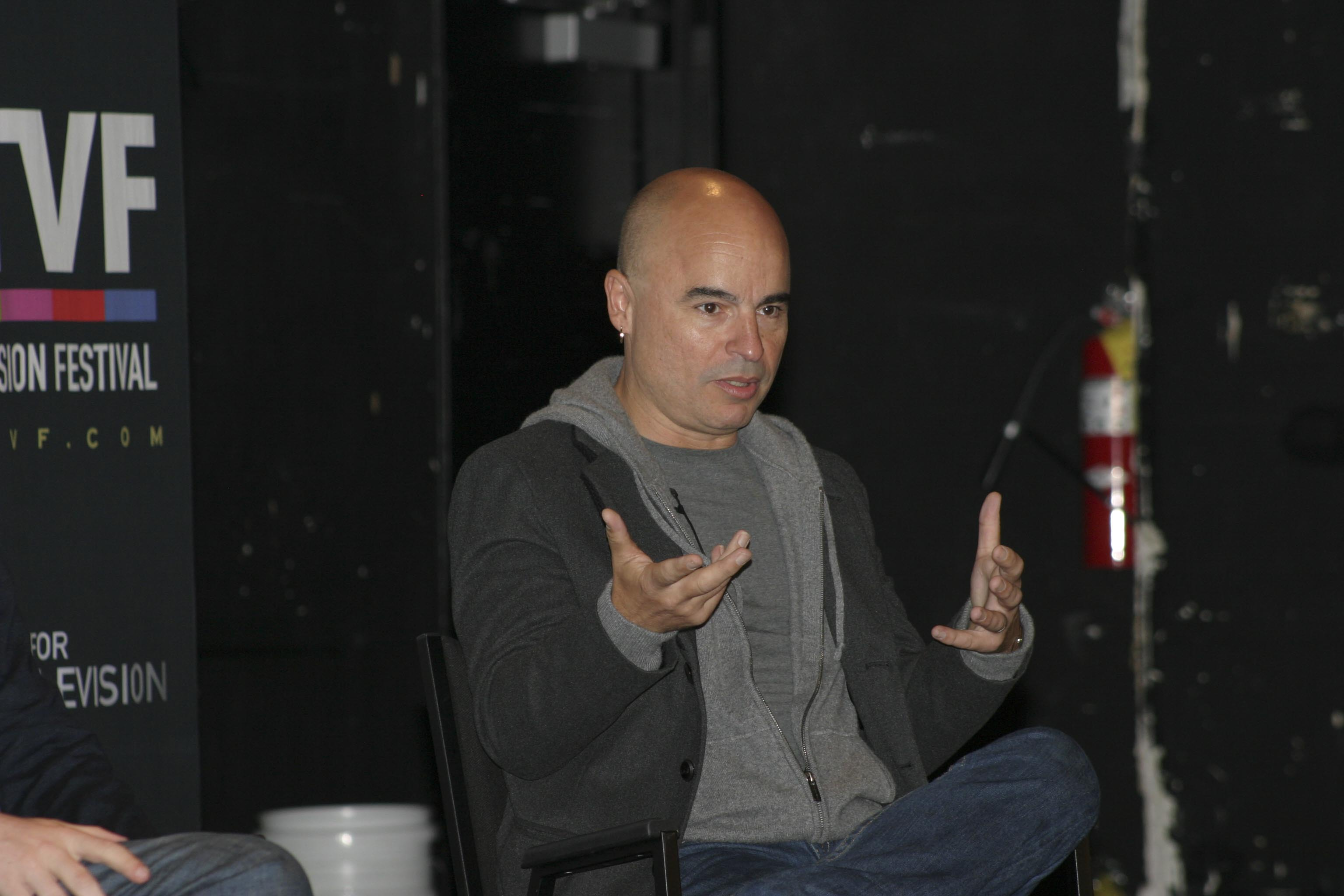
"Corporate Crush" teve o seu enrendo escrito pelo co-produtor executivo John Riggi.

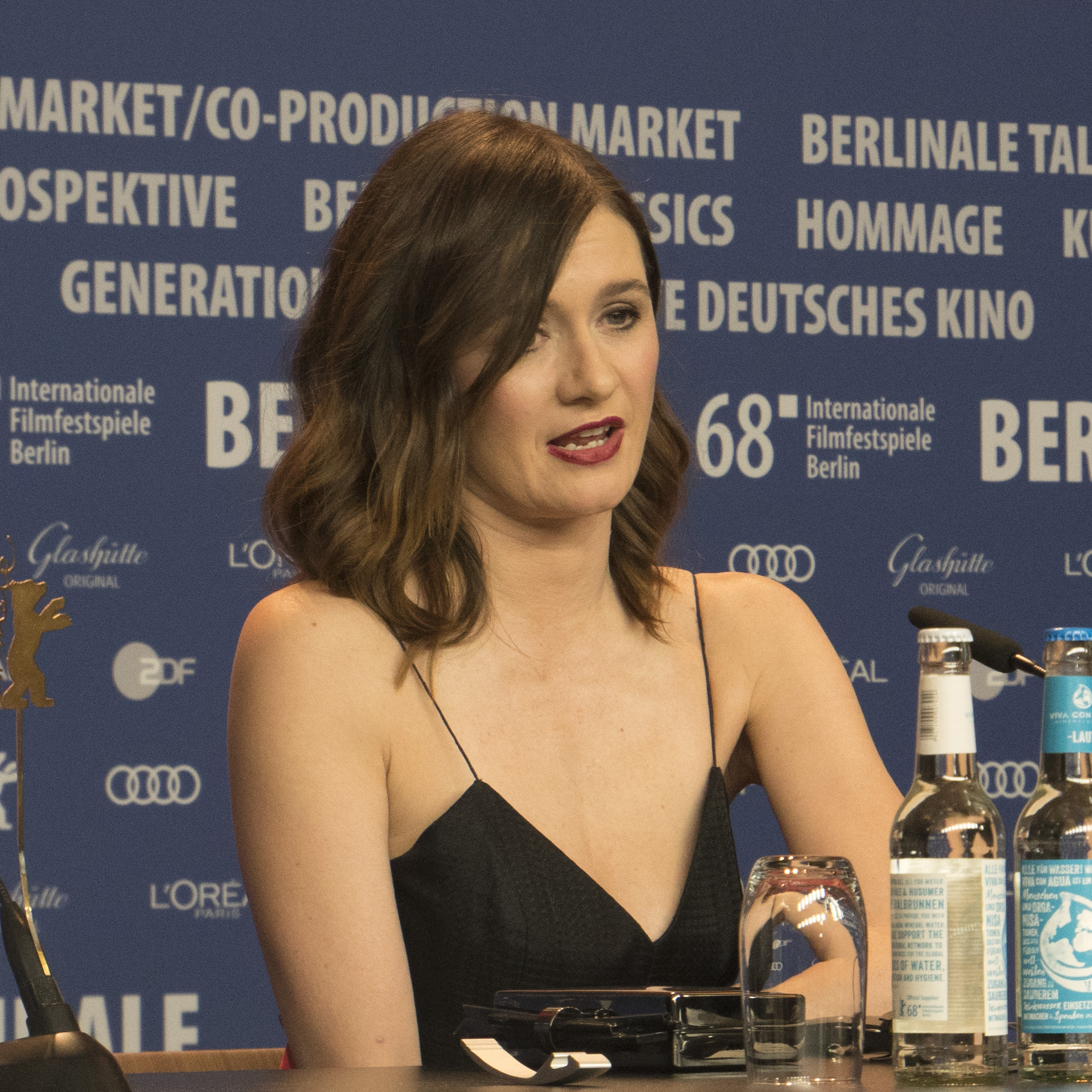
"Corporate Crush" marcou a estreia da actriz convidada Emily Mortimer em 30 Rock como a intérprete de Phoebe.

"Corporate Crush" é o décimo nono episódio da primeira temporada de 30 Rock. O seu enredo foi escrito por John Riggi, um dos co-produtores executivos da temporada, e foi realizado por Don Scardino. Este é o terceiro crédito de escrita de argumento por Riggi, que anteriormente trabalhou no guião de "Blind Date" e "The Head and the Hair", e o quinto de Scardino como realizador do seriado, com "The Source Awards" sendo o seu trabalho anterior.
O actor e comediante Jason Sudeikis, ex-membro do elenco do programa de televisão humorístico Saturday Night Live (SNL), fez uma participação em "The Fighting Irish" como a personagem Floyd DeBarber. Esta foi a quinta aparição de Sudeikis, com a sua mais recente até então sendo em "Fireworks". Vários outros membros do elenco do SNL já fizeram uma participação em 30 Rock, incluindo Rachel Dratch, Andy Samberg, Chris Parnell, Fred Armisen, Kristen Wiig, Will Forte, Horatio Sanz, Jan Hooks, Molly Shannon, e Siobhan Fallon Hogan. Ambos Tina Fey e Tracy Morgan fizeram parte do elenco principal do SNL, com Fey sendo a argumentista-chefe do programa entre 1999 e 2006. O actor Alec Baldwin também apresentou o Saturday Night Live por dezassete vezes, o maior número de episódios por qualquer personalidade.
"Corporate Crush" marcou a estreia da actriz convidada Emily Mortimer em 30 Rock como a intérprete de Phoebe, a namorada britânica de Jack que trabalha em uma galeria de arte. Nesta temporada, Mortimer viria mais tarde a participar ainda dos episódios "Cleveland" e "Hiatus". Ao falar sobre o seu papel na série em entrevista ao jornal The Philadelphia Inquirer, a actriz expressou que "Foi incrível fazer televisão. Nunca participei de uma sitcom no passado, e foi tudo tão rápido. Você é dado o diálogo enquanto entra no estúdio e é um quanto cabeludo. Há dez pessoas paradas a olharem para o monitor e, se eles não se riem, então ao invés de ter uma segunda chance para refazê-lo, alguém escreve outras frases." O actor Rip Torn, intérprete de Don Geiss, director executivo da GE, fez também a sua segunda participação em "Corporate Crush". Torn havia feito a sua estreia no seriado no episódio "The C Word".
O actor e comediante Judah Friedlander, intérprete da personagem Frank Rossitano em 30 Rock, é conhecido pelos seus bonés de camioneiro de marca registada que usa dentro e fora da personagem Frank. Os chapéus normalmente apresentam palavras ou frases curtas estampadas neles. Friedlander afirmou que ele próprio é quem faz os acessórios. Revelou também que "alguns deles são brincadeiras íntimas, e alguns são simplesmente piadas." A ideia veio do persona de Friedlander nas suas apresentações de comédia stand-up, nas quais os objectos de adorno estão todos estampados com a escrita "campeão mundial" em línguas e aparências diferentes. Em "Corporate Crush", Frank usa bonés que leem "Mystery Solver" e "Bahama Trapezoid".

## Enredo
Liz Lemon (interpretada por Tina Fey) está muito feliz desde que começou a namorar com Floyd DeBarber (Jason Sudeikis), e a sua relação continua a crescer fortemente. Don Geiss (Rip Torn), director executivo da GE, fala com Jack Donaghy (Alec Baldwin) sobre a carreira deste e enfatiza que Jack é o único executivo da empresa naquele nível que ainda está solteiro. Geiss despromove-o do seu cargo como presidente da secção de microondas, muito para o desânimo de Jack. Então, na esperança de animar-lhe um pouco, Liz insiste que Jack deve conhecer Floyd em um jantar. No entanto, Jack fica obcecado por Floyd e acaba assumindo o papel de vela no relacionamento de Liz, que fica extremamente desconfortável e avisa ao seu amigo para que deixe o seu namorado em paz. Jack concorda e informa-a que iniciou um relacionamento com Phoebe (Emily Mortimer), uma negociante de arte que trabalha em uma loja da Christie's e sofre de "Síndrome de Osso Aviário". Após pedir e receber a aprovação de Liz ao seu novo namoro, Jack prontamente pede Phoebe em casamento.
Entretanto, Tracy Jordan (Tracy Morgan) tenta convencer Geiss (Torn) a financiar o seu filme Jefferson, baseado na vida do seu ancestral Thomas Jefferson. Contudo, o executivo não mostra interesse no projecto de 35 milhões de dólares, mesmo após Tracy ter usado o estagiário Kenneth Parcell (Jack McBrayer) e os seus amigos Dot Com Slattery (Kevin Brown) e Grizz Griswold (Grizz Chapman) para que produzissem um trailer para a película. Geiss afirma que preferia ver Tracy a produzir uma sequela para Fat Bitch, um dos filmes nos quais estrelou no passado, levando o astro a tomar a decisão de custear e conceber Jefferson por conta própria.